# Jone Qovu

a Compétitions nationales et continentales officielles uniquement.

b Matchs officiels uniquement.
Dernière mise à jour le 8 juin 2023.
Jone Qovu Nailiko, né le 26 juillet 1985 à Sigatoka (Fidji), est un joueur international fidjien de rugby à XV jouant aux postes de deuxième ligne, troisième ligne centre ou troisième ligne aile.

## Biographie

### Carrière en club
Né à Sigatoka et passé par le sport-études de Nadi, Jone Qovu Nailiko joue pour les Coastal Stallions en Colonial Cup. Cependant, son temps de jeu étant insuffisant, il décide de rejoindre la Sanyo Cup en 2005 qu’il disputera sous le maillot d’Ovalau.
En juin 2020, il s'engage avec le Niort rugby club.

### Carrière internationale
Il a honoré sa première cape internationale en équipe des Fidji le 3 juin 2005 contre l'équipe des Māori de Nouvelle-Zélande.

## Statistiques en équipe nationale
- 13 sélections avec l’équipe des Fidji depuis 2005.
- 1 essai (5 points).
- Sélections par année : 8 en 2005, 1 en 2007, 4 en 2010.

En Coupe du monde :
- 2007 : 1 sélection (Australie)

## Palmarès
- Racing Métro 92
  - Vainqueur du Championnat de France de 2e division en 2009